# 1207 Ostenia
Az 1207 Ostenia (ideiglenes jelöléssel 1931 VT) a Naprendszer kisbolygóövében található aszteroida. Karl Wilhelm Reinmuth fedezte fel 1931. november 15-én, Heidelbergben.